# Страсти по Чапаю
«Страсти по Чапаю» — совместный украинско-российский телесериал режиссёра Сергея Щербина. 
Премьера телесериала прошла на Первом канале 13 февраля 2013 года.

## Сюжет
Жизнь Василия Чапаева, начиная с 18-летнего возраста, когда он сбежал из дома, его участие в Первой мировой и Гражданской войнах до его гибели в 1919 году.
Фильм является экранизацией книги Эдуарда Володарского «Страсти по Чапаю».

## В ролях
- Сергей Стрельников — Василий Чапаев
- Александр Соколовский — Петька Исаев
- Дмитрий Щербина — Евгений Мальцев, штабс-капитан
- Карина Андоленко — Татьяна Мальцева
- Станислав Боклан — Андрей Михайлович Мальцев, полковник царской армии, отец Евгения и Татьяны
- Ольга Павловец — Анна Стешенко
- Юрий Батурин — Дмитрий Фурманов
- Максим Дрозд — комиссар Захаров
- Станислав Москвин — Тихон Хвесин
- Александр Алексеев — Александр Свечин
- Павел Шингарёв — Михаил Фрунзе
- Евгений Князев — Лев Троцкий
- Константин Глушков — Иоаким Вацетис
- Александр Жуковин — Ян Христофорович Крумыньш, председатель Самарского губчека
- Кирилл Полухин — Иван Григорьевич Ребров, заместитель председателя Самарского губчека
- Алексей Лонгин — Григорий Чапаев, брат Василия Чапаева
- Евгений Данчевский — отец Михаил, священник, настоятель храма
- Юлия Галкина — Пелагея, жена Чапаева
- Илья Соколовский — Фёдор Сизов, комполка
- Иван Паршин — Николай Платонович Жуков, комполка
- Константин Силаков — Анатолий Иванович Кравцов, комполка
- Владислав Мамчур — Сергей Семченко, командир экскадрона
- Евгения Лютая — Пелагея Камышковцева
- Владимир Капустин — Пётр Камышковцев, друг Чапаева
- Мария Палей — Настя
- Юрий Евсюков — Иван Степанович, отец Чапаева
- Яков Шамшин — Серебров
- Александра Чичкова — Пелагея Макаровна Куроедова
- Климентий Плохотнюк — Хоронджи Бабаев
- Александра Лупашко — Ленка Куроедова
- Виктор Курышев — Макар Иванович, староста плотницкой артели
- Николай Лавров — Кузьма Филиппович, трактирщик
- Сергей Радченко — Аполлон Харитонович Фунтиков, кондуктор
- Борис Георгиевский — Ермошенко, председатель ревкома Николаевского уезда
- Дмитрий Суржиков — Ржевский, командарм 4-й армии
- Станислав Никольский — Тюленин, красный командир
- Галина Опанасенко — Лукерья Антиповна, квартирная хозяйка Тани Мальцевой
- Александр Устинов — Ося Ершов, налётчик
- Максим Глотов — Иван, шофёр Чапаева
- Виктор Костицин — Нестор, гармонист
- Фатима Горбенко — Марьяна
- Александр Герелес — генерал Мансуров
- Александр Пальчиков — Игнат Агафонов, красноармеец
- Фёдор Леонов — Антип Кулыгин, красноармеец
- Саак Дурян — Муса Гарифулин, красноармеец
- Иван Добронравов — Алексей Никонов, красноармеец
- Андрей Зубков — Корольков, начальник интендантской службы дивизии Чапаева
- Назар Майборода — атаман Ермаков
- Александр Новосёлов — полковник Орштейн
- Георгий Эльнатанов — Арон
- Константин Кожевников — Орехов